# Olympia Undae

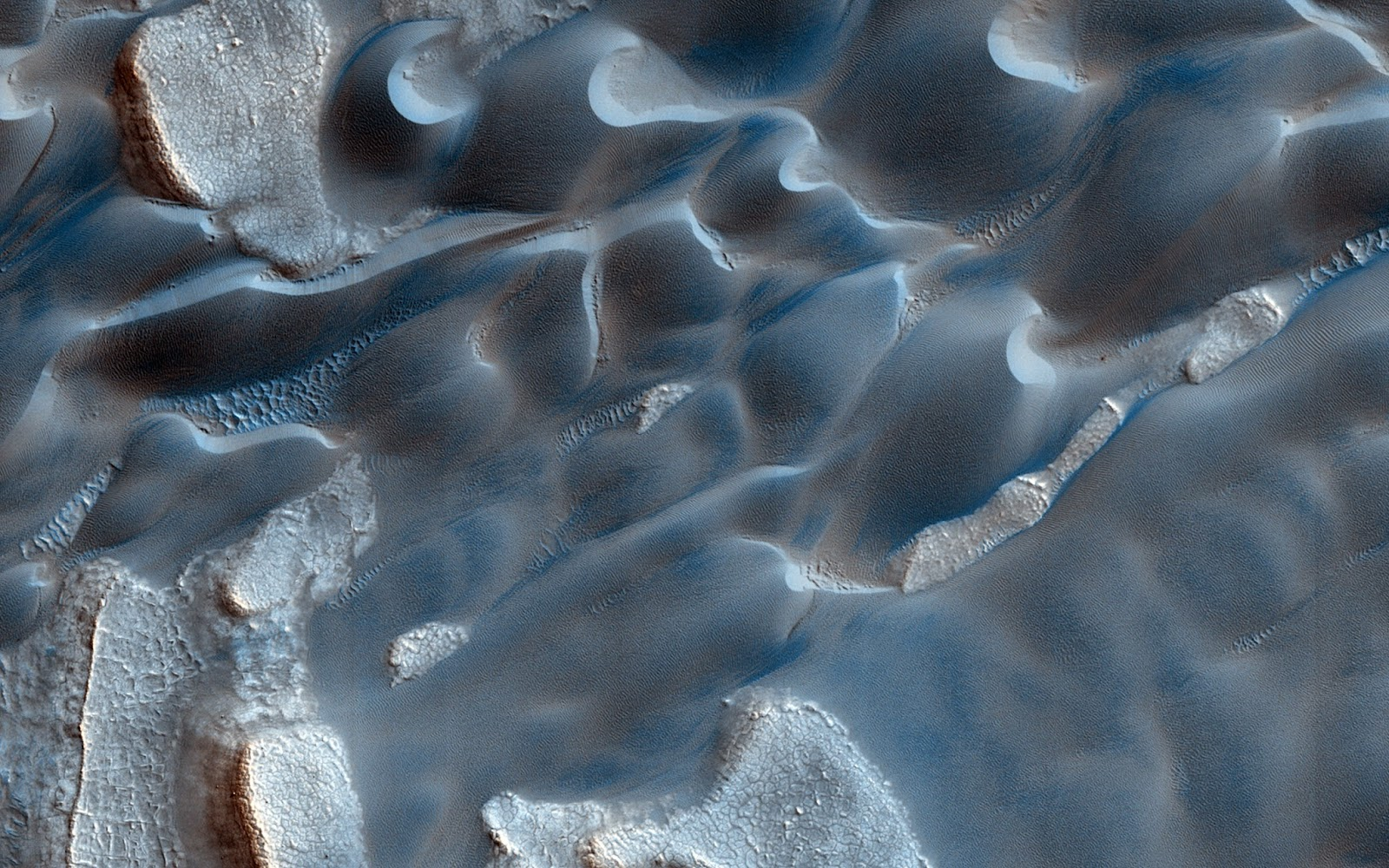
Dunes d' Olympia Undae (HiRISE).

Olympia Undae és un gran territori de dunes sorrenques localitzat a la superfície marciana. Aquest camp de dunes s'hi troba situat proper a la regió polar septentrional del planeta, coneguda com Planum Boreum, i cobreix les longituds compreses entre 100°E i 240°E. El 2006, la sonda Mars Express va detectar en aquests terrenys rics dipòsits d'algeps, el que suggereix que aquesta regió pot haver tingut humitat en algun moment de la seva història.